# Rudolf Schoeller
Rudolf Schoeller, švicarski dirkač Formule 1, *27. april 1902, Düren, Nemčija, †7. marec 1978, Grabs, Švica.
Rudolf Schoeller je pokojni švicarski dirkač Formule 1. V svoji karieri je nastopil le na dirki za Veliko nagrado Nemčije v sezoni 1952, kjer je z dirkalnikom Ferrari 212 odstopil v tretjem krogu zaradi napake na vzmetenju. Umrl je leta 1978.

## Popolni rezultati Formule 1
(legenda) (odebeljene dirke pomenijo najboljši štartni položaj, poševne pa najhitrejši krog, †-uvrščen kljub odstopu)
| Leto | Moštvo         | Šasija      | Motor       | 1   | 2   | 3   | 4   | 5  | 6       | 7   | 8   | Prv | Toč |
| ---- | -------------- | ----------- | ----------- | --- | --- | --- | --- | -- | ------- | --- | --- | --- | --- |
| 1952 | Ecurie Espadon | Ferrari 212 | Ferrari V12 | ŠVI | 500 | BEL | FRA | VB | NEM Ret | NIZ | ITA | -   | 0   |